# 조조 고릉
조조 고릉(曹操高陵) 또는 조조묘는 중국 허난성 안양시 안양현에 위치한 능묘로, 중국 후한 말의 정치가이자 위나라의 추존 황제인 조조의 무덤으로 알려져 있다.

## 발굴
조조 고릉은 2009년 12월 발견되어 발굴을 시작하였고, 2018년 3월에 당국과 연구팀은 능묘의 주인이 조조라고 결론을 내렸다. 묘 안에는 남성 1명과 여성 2명이 매장돼 있었는데, 연구팀은 여성 2명을 각각 조조의 첫째 부인 유 씨와 정실 부인 변 씨로 추정하였다. 인접한 다른 묘에는 시신의 흔적이 없고 옷의 흔적만 남아있었는데, 연구팀은 이 묘를 완성 전투에서 전사하여 시신을 찾지 못한 조조의 장남 조앙의 가묘(假墓)로 추정하였다.

## 보존
조조 고릉은 중화인민공화국의 전국중점문물보호단위로 지정되어 있다.

## 진위 논란
비석의 서체가 현대의 서체와 비슷한 점과, 조조가 생전에 쓰지 않았던 '위무왕(魏武王)'이란 명패가 나온 점으로 인해, 이 무덤의 주인이 진짜로 조조인지 진위 논란이 계속 제기되었다.